# HMS Kipling (F91)
L'HMS Kipling (pennant number F91) fu un cacciatorpediniere di classe K, prima e finora unica nave della Royal Navy a prendere il nome dal poeta e premio Nobel Rudyard Kipling.
Il contratto di costruzione venne assegnato alla Yarrow Shipbuilders, Scotstoun, venendo impostata il 26 ottobre 1937. Il varo avvenne il 19 gennaio 1939 sotto il patrocinio della signora Elsie Bambridge, figlia di Kipling, ed entrò in servizio il 22 dicembre 1939.

## Storia
Dopo aver formato l'equipaggio della nave e aver trascorso un periodo di riparazione dei difetti presso il cantiere navale Barclay Curle sul Clyde, il 4 febbraio 1940 il Kipling si unì alla 5ª Flottiglia cacciatorpediniere della Home Fleet.
L'11 ottobre 1940 il Kipling, insieme ad altri sei cacciatorpediniere, scortò la corazzata HMS Renown per bombardare il porto francese di Cherbourg.
All'alba del 23 maggio 1941, la HMS Kelly e la HMS Kashmir, gemelle della Kipling, si ritirarono a tutta velocità attorno alla costa occidentale di Creta. Dopo essere sopravvissute a due pesanti attacchi aerei, furono raggiunte alle 7.55 da una formazione di ventiquattro bombardieri in picchiata. Entrambe le navi furono rapidamente affondate, con una perdita totale di 210 vite. Il Kipling stava navigando in acque vicine all'attacco, e, nonostante i continui bombardamenti, salvò dal mare 279 tra ufficiali e uomini, tra cui Lord Louis Mountbatten, mentre lei stessa rimase illesa. La mattina successiva, mentre era ancora a cinquanta miglia da Alessandria e stipata da prua a poppa di uomini, rimase completamente senza carburante, ma fu raggiunta e rimorchiata in sicurezza.
Pochi mesi dopo, il 17 dicembre 1941, durante la prima battaglia della Sirte, venne leggermente danneggiata dalle schegge di un proiettile da 203 mm sparato dall'incrociatore italiano Gorizia. La valutazione britannica concluse invece che il Kipling fu colpita da colpi di quasi-incidente da proiettili da 320 mm sparati dalle corazzate Andrea Doria e Giulio Cesare. Le sue antenne radio furono abbattute, la sua struttura, lo scafo e le imbarcazioni annesse forate. Un membro dell'equipaggio fu ucciso in azione.
Pochi giorni dopo, il 28 dicembre 1941, il Kipling mentre faceva parte di un piccolo convoglio nelle acque di Mersa Matruh, venne individuato dal sottomarino tedesco di Tipo VIIB U-75 che lanciò un attacco affondando il piccolo mercantile britannico Volo. Il cacciatorpediniere di classe K partì all'inseguimento dell'U-Boot sganciando svariate bombe di profondità costringendo il comandante tedesco a risalire in superficie. Trenta membri dell'equipaggio vennero tratti in salvo e fatti prigionieri dal Kipling prima che il battello si inclinasse e affondasse, portando con sé quindici marinai tedeschi, tra cui il suo unico capitano.

### Affondamento
L'11 maggio 1942, mentre navigava insieme alle gemelle Jervis e Jackal e al cacciatorpediene di classe L Lively a nord-ovest di Marsa Matruh, in Egitto, venne attaccata da una formazione di bombardieri tedeschi Junkers Ju 88 del Lehrgeschwader 1. La formazione britannica, posta sotto il comando del captain Allan L. Poland, venne attaccata da tre ondate aeree tedesche. La prima ondata, formata da quattordici bombardieri, attaccò i cacciatorpediniere nel tardo pomeriggio, vedendo affondanto il Lively e immobilizzato il Jackal. Una seconda ondata non riuscì a trovare i bersagli, ma la terza, formata da sette Ju 88, condotta dall'Oberst Joachim Helbig, attaccò i cacciatorpediniere con il sole che tramontava dietro di loro. Lo Ju 88 di Helbig danneggiò gravemente la Kipling che dovette essere abbandonata. Il cacciatorpediniere affondò portandosi con se ventinove membri dell'equipaggio, mentre altri 221 vennero tratti in salvo. A causa degli ingenti danni subiti la Jackal dovette essere successivamente autoaffondata. Nove ufficiali e uomini dello Jackal furono uccisi, mentre le perdite totali dei tre cacciatorpediniere furono di 77 morti. L'attacco tedesco ebbe successo nonostante la presenza in zona dei caccia Bristol Beaufighter del No. 272 Squadron RAF.